# Ricardo Rocha (músico)
Ricardo Rocha (Lisboa, 1974) é um premiado músico e compositor português, intérprete da guitarra portuguesa. 

## Biografia
Ricardo Rocha nasceu em 1974 em Lisboa. É neto do guitarrista José Fontes Rocha.
Começou a tocar guitarra portuguesa desde os oito anos de idade e piano desde os dezasseis.
Em 2003 lançou o seu álbum de estreia a solo, o duplo Voluptuária. Este trabalho apresenta a maioria das obras escritas por Ricardo Rocha, mas inclui quatro peças da autoria de Pedro Caldeira Cabral e outras quatro de Carlos Paredes, duas delas com arranjos de Ricardo Rocha. Ao todo são 23 peças para guitarra portuguesa solista, com três destas peças acompanhadas ao cravo por João Paulo Esteves da Silva e quatro duos com os violinistas Maria Balbi ou Daniel Rowland. Por este álbum  receberia o Prémio Carlos Paredes (2004), atribuído pela Câmara Municipal de Franca de Xira, em ex aequo com o contrabaixista Carlos Barretto.
Recebeu o "Prémio Revelação Ribeiro da Fonte (2004) na categoria "Música", atribuído pelo Ministério da Cultura.
Em 2004 lançou o seu segundo trabalho a solo, Tributo à Guitarra Portuguesa, acompanhado por Paquito, na viola de fado. O álbum integrou a colecção "O Fado do Público", lançada pelo jornal Público.
Em 2006 recebeu o Prémio Amália Rodrigues para "Melhor Intérprete de Guitarra Portuguesa", atribuído pela Fundação Amália Rodrigues.
Em 2009 lançou o terceiro álbum Luminismo. Este trabalho, que estava pronto desde 2006, incluiu um segundo CD só com piano com interpretação da pianista Ingeborg Baldaszti. O disco de guitarra foi gravado na igreja do Convento dos Capuchos, na Costa de Caparica e o de piano  Auditório Olga Cadaval, em Sintra.  Por este trabalho, com composições originais de Ricardo Rocha (6), Pedro Caldeira Cabral (3), Carlos Paredes (2) e Artur Paredes, recebeu o Prémio Carlos Paredes (2010), o seu segundo.

## Discografia

### Álbuns de estúdio
- 2003 - Voluptuária (2 CD, Vachier & Associados)[8]
- 2004 - Tributo à Guitarra Portuguesa (CD,  EMI - Valentim de Carvalho : Corda Seca : Público, Colecção "O Fado do Público" #3)[4][9]
- 2009 - Luminismo (2 CD)[3]

### Outros

#### Participações
- 1995 - Tanto Menos, Tanto Mais de Mísia (CD, EMI-Valentim de Carvalho)[10]
- 1995 - Noites Passadas de Sérgio Godinho (CD, EMI-Valentim de Carvalho)[11]
- 1996 - Fábula (Maria João)
- 1996 - Luz Destino (Maria Ana Bobone)
- 1998 - Senhora da Lapa (Maria Ana Bobone)
- 1999 - Rumo ao Sul (Jorge Fernando)
- 2000 - Clara Madrugada (Ruben Alves)
- 2001 - Esta Voz que me Atravessa (Mafalda Arnauth)
- 2003 - Irmão do Meio (Sérgio Godinho)
- 2006 - Nome de Mar (Maria Ana Bobone)
- 2013 - Largo da Memória (Ricardo Ribeiro)
- 2016 - Amor é Água que Corre (Marco Oliveira)

#### Compilações
- 2001 - Guitarras do Fado - Ao Vivo na Aula Magna
- 2003 - Movimentos Perpétuos: Música para Carlos Paredes
- 2004 - Guitarra Diversa
- 2005 - Uma Outra História
- 2007 - Fados By Carlos Saura
- 2008 - Fado Presente: A Nova Geração do Fado
- 2008 - Com que Voz
- 2009 - Geo 30 Ans
- 2010 - Biografias do Fado
- 2011 - Fado - Património Imaterial da Humanidade